# Thayer (Misuri)
Thayer es una ciudad ubicada en el condado de Oregon en el estado estadounidense de Misuri. En el Censo de 2010 tenía una población de 2243 habitantes y una densidad poblacional de 354,49 personas por km².

## Geografía
Thayer se encuentra ubicada en las coordenadas 36°31′21″N 91°32′27″O / 36.52250, -91.54083. Según la Oficina del Censo de los Estados Unidos, Thayer tiene una superficie total de 6.33 km², de la cual 6.33 km² corresponden a tierra firme y (0 %) 0 km² es agua.

## Demografía
Según el censo de 2010, había 2243 personas residiendo en Thayer. La densidad de población era de 354,49 hab/km². De los 2243 habitantes, Thayer estaba compuesto por el 96.39 % blancos, el 0.09 % eran afroamericanos, el 0.94 % eran amerindios, el 0.36 % eran asiáticos, el 0.04 % eran isleños del Pacífico, el 0.18 % eran de otras razas y el 2.01 % pertenecían a dos o más razas. Del total de la población el 1.65 % eran hispanos o latinos de cualquier raza.